# Bernart de Ventadorn

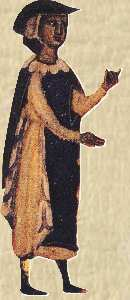
Bernart de Ventadorn

Bernart de Ventadorn (c.1130 – c.1200), também conhecido como Bernard de Ventadour ou Bernat del Ventadorn, foi um proeminente trovador occitânico da Provença. É lembrado pela sua mestria, bem como a popularização do estilo trova.

## Vida
Sua biografia, muito romantizada escrita meio século mais tarde, por Uc de Saint-Circ, é pouco conhecida. Ele diz ser filho de um homem de armas e uma padeira, no castelo de Ventadorn na região de Limousin em Corrèze.
Tornou-se discípulo de seu mestre e protetor, o Visconde Eble III, também um grande trovador, que o instruiu na arte da composição. Teria composto a sua primeira canção para a mulher do Visconde, pela ousadia foi expulso do castelo.
Então seguiu para Inglaterra para a corte de Eleonor da Aquitânia, esposa do rei inglês Henrique Plantageneta - casamento do qual viria a nascer Ricardo Coração-de-Leão.
Em 1215 o professor Bolonhês Boncompagno escreveu "Quanta fama atribui ao nome de Bernard de Ventadorn."
Bernart certamente conheceu glória e prestígio em vida: muitos dos trovadores de seu tempo o mencionaram em suas canções e se basearam nas suas obras - traduzidas ou adaptadas, ainda na Idade Média, para várias outras línguas. Foi um grande viajante, freqüentando várias cortes européias e expandindo os horizontes da música na Idade Média.
A poesia de Bernart é idealista e apaixonada; mais do que apenas referências a um amor platônico, como era comum na época, Bernart usou passagens de clara sensualidade, ora descrevendo o corpo de sua dama, ora demonstrando o desejo que ela lhe causava. São constantes em sua obra referências à mitologia greco-romana, metáforas bem estruturadas e métrica perfeita. As melodias que sobreviveram para suas canções são de grande beleza. Para Bernart, cantar é amar, sofrer, morrer e renascer.
Uma de suas canções mais famosas é "Can vei la lauzeta mover", que fala do sentimento do amante por um amor não correspondido, tornando-o triste e melancólico.